# Hersteld Apostolische Zendingkerk II
De Hersteld Apostolische Zendingkerk in Nederland is een millenaristische stroming binnen het christendom. De kerk stond onder leiding van respectievelijk H.M. van Bemmel, J. Schaap, H.F. Rijnders en sinds 5 februari 2017 van J.L.M. Straetemans. Zij heeft als doelstelling om "mensen vóór- en tóe te bereiden op de wederkomst van Christus; met het doel om God te eren en tot zegen te zijn voor hen, die in oprechtheid de Bijbelse waarheden zoeken."

## Geschiedenis

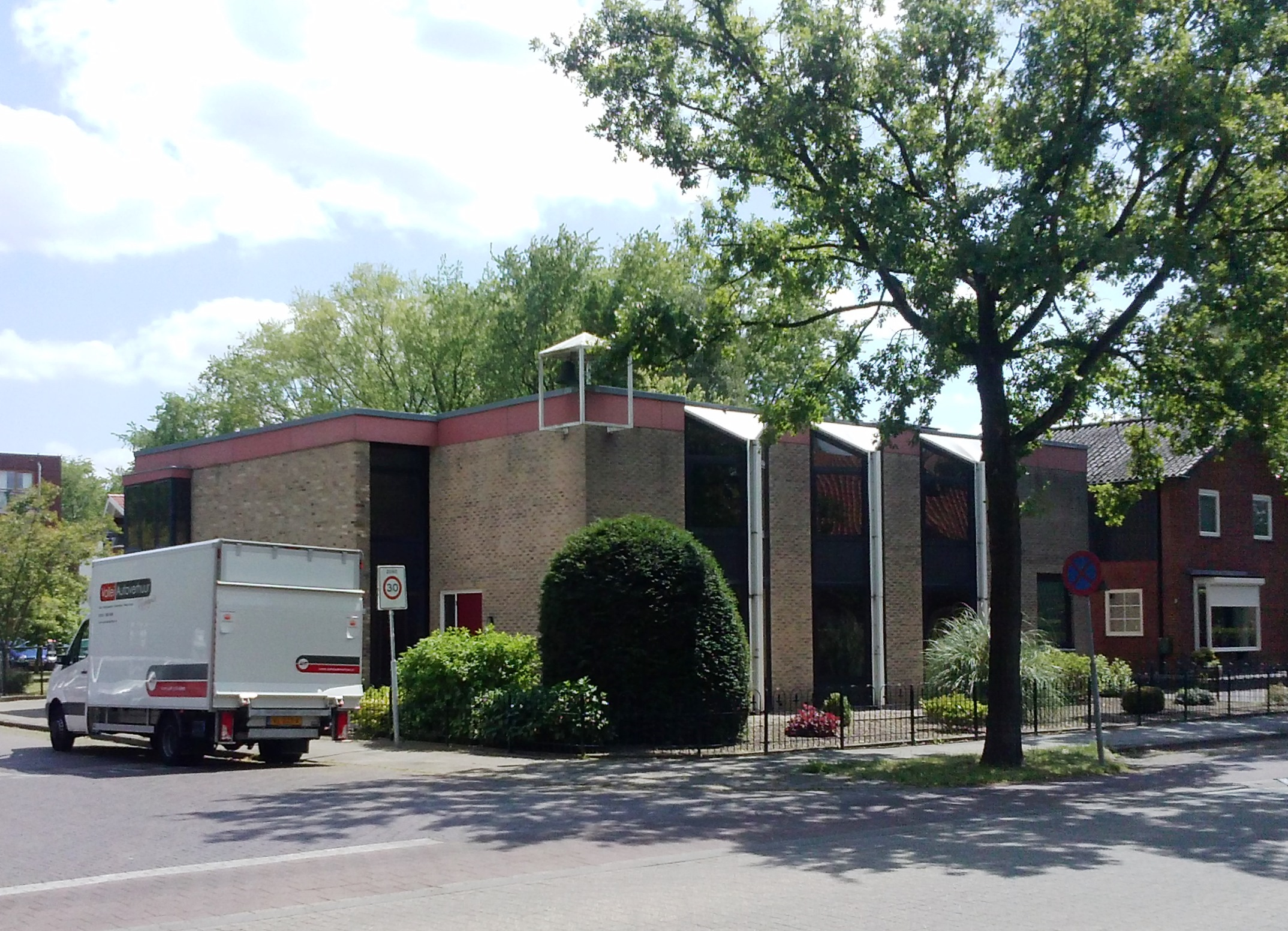
Hersteld Apostolische Zendingkerk in Wageningen

In 1969 vond een scheuring in de Hersteld Apostolische Zendingkerk plaats, onder leiding van de Amsterdamse profeet H.M. van Bemmel. Deze streed al vele jaren tegen het principe van apostolisch opzicht en vóór een door hem aangehangen formulering voor de absolutie en de consecratie van brood en wijn, die in de eerste helft van de zestiger jaren echter eenstemmig door het apostolaat verboden was.
Toen de in 1968 nieuwgeroepen en gewijde apostel J. van der Poorten enkele maanden later tevens de gave van profetie ontving, wees van Bemmel dan ook spoedig diens apostolische profetering af. Daarin werd opgeroepen tot herstel van de oorspronkelijke apostolische orde zoals het 'engelambt', dat ook nog door apostel Schwartz erkend en voorgeschreven was, maar sinds apostel Van Bemmel was verwaarloosd. Het liep uit op een opstand tegen het wettige apostolische gezag door 11 priesters, waarna Van Bemmel en twee andere schismatieke profeten in een vergadering met het vrijwel voltallige apostolaat op 29 november 1969 het Oude Testament afwezen als richtsnoer van geloof en leer, "tenzij het Nieuwe Testament er met nadruk naar verwijst".  Sinds de jaarwisseling van 1969/70 gingen Van Bemmel c.s. apart vergaderen.
De kerk ziet zich als de wettige erfgenaam van het in Nederland door apostel F.W. Schwartz in 1863 begonnen werk en het vervolg op de zending van apostelen tot de christenheid, zodat men dezelfde naam als voorheen is blijven dragen. In 1970 werd Jasper Schaap tot apostel geroepen. Na zijn overlijden in 1980 werd H.F. Rijnders tot diens opvolger geroepen en ingezegend. De kerk telde aan het begin van de 21e eeuw ongeveer 500 'verzegelden', verdeeld over 250 'pastorale eenheden' (huishoudens).
Na het overlijden van apostel H.F. Rijnders in 2016 is op zondag 10 december 2016 te Wageningen de Haarlemse evangelist J.L.M. Straetemans geroepen en op 5 februari 2017 gewijd tot apostel. Onder apostel Stratemans resteren nu nog 7 gemeentes in Nederland. Onder apostel Nanandana in Congo (stam Benjamin) zijn zo'n 4550 leden (stand 2017), waarvan ongeveer 1000 zijn verzegeld. De gemeenten in Congo telden toen naast enkele priesters: 38 diakenen, 24 diaken-evangelisten en 46 diaconessen. 

## Opvattingen
Ondanks de gebeurtenissen van 1969 stelt men nu weer als basis van de geloofsleer, dat de Bijbel als het door God geïnspireerde Woord onvoorwaardelijk als richtsnoer voor leer en leven aanvaard wordt. Het woord ‘zending’ in de naam van deze kerkafdeling wil uitdrukken dat men zich door God gezonden weet tot de helaas verdeelde algemene wereldkerk om op te roepen tot bekering en te wijzen op Christus’ aanstaande wederkomst. Voorgangers zijn niet opgeleid aan een universiteit, maar worden geroepen door de Heilige Geest door profetenmond. (Mannelijke) personen kunnen slechts in speciaal georganiseerde diensten, aangeduid met "Heilige Roepingsdienst", geroepen worden tot een van de vier ambten. Naast de vier ambten kent de kerk diakenen. Deze worden door de gemeenteleden gekozen.
Behalve de sacramenten van de doop en het avondmaal kent men het sacrament van de verzegeling. Bij deze Heilige Verzegeling ontvangt men de Heilige Geest inwonend, zoals dit ook bij het Pinksterfeest gebeurde. Verder stelt men: De gemeente is het lichaam van Christus; vanuit de hemel bestuurt Hij zelf de kerk en wijst door middel van profetie de mannen aan die hem als apostel, profeet, evangelist of als herder en leraar zullen dienen. (naar Efeze 4:11) De dienaren zijn nodig om de priesterlijke handelingen te verrichten, zoals het voorgaan in de dienst, het vergeven van beleden zonden en het bedienen van de sacramenten. De apostel is het recht voorbehouden om gemeenteleden te verzegelen.
Daarnaast heeft ieder ambt, in navolging op Efeze 4:11 zijn eigen taak: De Apostel is gesteld ter bewaking van de geloofsleer en als gebiedsverantwoordelijke. De profeet is gesteld tot uitlegging der openbaringen. De evangelist is gesteld tot het verkondigen van het evangelie. De herder is gesteld ter ondersteuning van gemeenteleden.
Op basis van de bijbel gelooft men dat de mens bij zijn dood niet direct naar de hemel of naar de hel gaat: alle mensen die gestorven zijn, bevinden zich in het dodenrijk, waar Jezus na zijn kruisdood het paradijs heeft geopend. Aan de wederkomst van Christus zal de opstanding uit de doden voorafgaan: hieraan hebben de getrouwe verzegelde ontslapenen deel, alsmede de martelaren en de oudtestamentische geloofshelden, en allen die de Heer daartoe waardig keurt. De opstanding der doden is de tweede of algemene opstanding. Wanneer de verzegelde kinderen - levenden en doden - verheerlijkt zullen zijn door de wederkomst van de Heer, zal de antichrist zich in volle kracht op aarde openbaren. Christus zal met zijn verheerlijkte bruid uit de hemel nederdalen om aan deze heerschappij een einde te maken. Dan begint het duizendjarig vrederijk.

## Geloof
De Hersteld Apostolische Zendingkerk gelooft dat:
1. de Bijbel de enige grondslag is voor het geloof;
2. de Here Jezus het Hoofd der Kerk is, die Hij wil besturen door de Heilige Geest, en, in wier midden Hij wil spreken door het Woord der Profetie;
3. zij, van Godswege, de opdracht heeft om, evenals Elia en Johannes de Doper, het volk van Israël opriepen tot de Wet en het getuigenis, de Christenheid op te roepen tot de leer van de Heilige Schrift zoals deze in de eerste eeuw van de Kerk door Apostelen, Profeten, Evangelisten en Herders van de Heer, werd onderwezen;
4. alle mensen zalig kunnen worden;
5. de Here Jezus spoedig persoonlijk zal wederkomen en dat Zijn komst vóórafgegaan zal worden door de opstanding uit de doden en de verheerlijking van de levend overblijvenden die daartoe waardig bevonden zullen worden.

## Boek voor onzen tijd
Het Boek voor onzen tijd speelt een belangrijke rol in de eschatologie van de Hersteld Apostolische Zendingkerk. In het boek, dat voor het eerst in 1872 verscheen, wordt het laatste boek van de Bijbel verklaard, de Openbaring. In visioenen liet God aan de naar het eiland Patmos verbannen apostel Johannes zien, wat er met de Kerk van Christus "weldra zou geschieden", vanaf het ontstaan van de Kerk tot aan de wederkomst van Christus, gebaseerd op 'periodisering' van de geschiedenis in kerk en wereld. Daarnaast wordt ook ingegaan op de gebeurtenissen na de wederkomst. Omdat de Openbaring in beeldspraak van de Heilige Geest is opgesteld, moet men natuurlijk wel de taal van de Heilige Geest verstaan om te kunnen begrijpen wat er met de inhoud van de Openbaring wordt bedoeld. Er zijn dan ook talloze boeken verschenen die allemaal weer op een andere manier de Openbaring pogen te verklaren. Apostel F.W. Schwartz heeft in wat aantekeningen zijn visie, mede vanuit de moederkerk, op de Openbaring gegeven. Deze zijn uitgewerkt en aangevuld door Dr. Groenewegen, die de eigenlijke auteur van het boek is. Volgens herder T. Korff was hij een ambteloos lid van de kerk en volgens anderen diakenevangelist. Zo ontstond Het Boek voor onzen tijd. In dit boek worden de profetische beelden naast de geschiedenis van kerk en wereld gelegd. Volgens de gegeven uitleg wordt onder meer de opkomst van de Verenigde Staten van Europa aangekondigd, weergegeven in het visioen van het beest uit de zee (Openbaring 13:1-10).